# Япиги

Міграція япигів на початку першого тисячоліття до нашої ери.

Япиги (лат. Iāpyges, Iapygii, грец. Ἰάπυγες, Ĭāpyges) — народ ймовірно індоєвропейського походження, що мешкав у стародавній Італії на півдні італійського півострова (зараз Апулія) на початку 1-го тисячоліття до н. е. і до 1-го ст. н. е. Після того, як землі народу були поступово колонізовані римлянами з кінця 4-го століття і врешті-решт приєднані до Римської республіки на початку 1-го століття до нашої ери, япиги були повністю латинізовані та асимільовані в римській культурі.

## Походження
Регіон розселення япигів був відомий грекам у 5 столітті до н. е. як Япигія (Ἰαπυγία), а його жителі — як япиги (Ἰάπυγες). Ймовірно, це був термін, який використовували корінні народи для позначення себе. Ім'я Япиг також порівнюють з ім'ям Япидів, іллірійського племені північної Далмації.
Назва сучасної італійської області Апулія походить від слова Япигія, яке зазнало морфологічних змін внаслідок переходу з грецької мови на оскійську, а потім до латинської (Япудія, Апудія, потім сучасна Апулія).
Вважається, що япиги походять від іллірійців. Крім того, Геродот висловлював думку, що у формуванні етносу япигів взяли участь і вихідці з мінойського Криту. Це загалом узгоджується з одним із напрямків середземноморських міграцій наприкінці Бронзової доби, у тому числі обумовлених черговим проникненням з Подунав'я до Еллади, на острови Егейського моря та Малу Азію індоєвропейських племен, що призводило до пов'язаних міграцій частини автохтонного населення регіону.